# Marcher ou mourir
Pour plus de détails, voir Fiche technique et Distribution.
Marcher ou mourir (en italien : Italiani, brava gente) et (en russe : Они шли на Восток) est un film de guerre soviéto-italien réalisé par Giuseppe De Santis et Dmitri Vassiliev, sorti en 1964.

## Synopsis
L'histoire du régiment commandé par le colonel Sermonti envoyé en Russie pour combattre aux côtés des troupes allemandes pendant la Seconde Guerre mondiale.

## Fiche technique
- Titre français : Marcher ou mourir ou Ils sont allés vers l'Est[1] ou Le jour le plus long du front de l'Est ou Opération Barberousse[2]
- Titre original italien : Italiani, brava gente[3],[4]
- Titre russe : Они шли на Восток[5], Oni shli na vostok[1]
- Réalisation : Giuseppe De Santis et Dmitri Vassiliev[5]
- Scénario : Ennio De Concini, Giuseppe De Santis, Augusto Frassinetti, Gian Domenico Giagni et Sergueï Smirnov
- Musique : Armando Trovajoli
- Photographie : Antonio Secchi
- Montage : Klavdia Moskvina et Mario Serandrei
- Production : Lionello Santi
- Société de production : Coronet SRL, Galatea Film et Mosfilm
- Pays de production :  Italie et  Union soviétique
- Langue de tournage : russe
- Genre : Drame, historique et guerre
- Durée : 137 minutes
- Dates de sortie[6] : 
  - Italie : 16 septembre 1964
  - Union soviétique : 21 décembre 1964
  - France : 2 août 1965[2]

## Distribution
- Arthur Kennedy : Ferro Maria Ferri
- Janna Prokhorenko : Katia
- Raffaele Pisu : Gabrielli
- Tatiana Samoïlova : Sonia
- Andrea Checchi : Sermonti
- Riccardo Cucciolla : Sanna
- Valeri Somov : Giuliani
- Nino Vingelli : Amalfitano
- Lev Prygounov : Bazzocchi
- Vladimir Balachov : le sénateur
- Elza Lejdeï : résistante

## Production
Le film a été tourné en RSS d'Ukraine dans l'oblast de Poltava et à Poltava même ainsi qu'en RSFS de Russie, vers Stroguino au nord-ouest de Moscou.

## Distinctions
Le film a reçu le Laceno d'Oro au festival du film néoréaliste d'Avellino et a été nommé pour le Ruban d'argent de la meilleure musique.